# Agam Darshi
Agam Darshi, znana również jako Agamdeep Darshi i Agamdeep, jest urodzoną w angielskim mieście Birmingham kanadyjską aktorką filmową i telewizyjną. Artystka najlepiej znana jest z filmów Oszukać przeznaczenie 3 (2006) oraz Węże w samolocie (2006).